# Benidorm Fest 2024
El Benidorm Fest 2024 fue la tercera edición del certamen de RTVE en el que se seleccionó la canción que representará a España en el Festival de la Canción de Eurovisión 2024. La final se celebró el 3 de febrero de 2024 en el Palacio de Deportes L'Illa de Benidorm de la localidad homónima, contando con dos semifinales previas llevadas a cabo en la misma sede los días 30 de enero y 1 de febrero. Los presentadores fueron Ruth Lorenzo, Marc Calderó y Ana Prada. La canción ganadora fue «Zorra» del dúo alicantino Nebulossa.

## Organización
El 15 de mayo de 2023 se dio a conocer que la Generalidad Valenciana había iniciado junto a RTVE los trabajos para poner en marcha los preparativos de la edición de 2024, incorporando además la celebración de una edición veraniega, el Benidorm Summer Fest 2024, con un amplio abanico de actividades paralelas.
El 9 de enero de 2024 la Generalidad aprueba el convenio con RTVE para el Benidorm Fest 2024, al que destinaría 1,5 millones de euros.
Ese mismo día fueron presentados los primeros detalles del evento, confirmando a Ruth Lorenzo y Marc Calderó como presentadores junto a Ana Prada desde la green room. Por su parte, Inés Hernand, que durante las dos primeras ediciones del festival había sido la encargada de dirigir la green room, presentaría junto a Aitor Albizua el formato estrenado en 2023 La noche del Benidorm Fest, con la novedad de emitirse únicamente en forma de post después de las semifinales y la final, y desapareciendo del access de las semifinales como si se emitió en la anterior edición. Hernand a su vez presentaría de nuevo junto a Jordi Cruz el programa digital de RTVE Play Benidorm calling que en esta edición se emitiría únicamente durante la alfombra del festival el 28 de enero y en formato access de las tres galas de 21:30 a 22:50 en las semifinales y de 19:30 a 22:00 en la final.
Por otro lado, el programa digital de RTVE Play La Playz List sobre actualidad musical presentado por la Pija y la Quinqui contaría con un especial con motivo del festival alicantino bajo el nombre «Sabor a Benidormch» en el que además se retransmitiría en directo el concierto del viernes 2 de febrero como parte de la programación complementaria al festival que ofrece la ciudad de Benidorm.
También fue desvelado el nuevo escenario y el jurado, compuesto por ocho expertos nacionales, latinoamericanos e internacionales y liderado por la cantante, compositora, actriz y bailarina Beatriz Luengo.

### Camp de composición
Con el objetivo de enriquecer el repertorio del Benidorm Fest 2024, a principios de verano de 2023 RTVE se puso en contacto con las tres grandes discográficas de España: Sony, Warner y Universal con la intención de iniciar un campamento de composición musical en colaboración con artistas emergentes y reconocidos. Finalmente, fue Sony Music Publishing Spain la que organizó, en colaboración con RTVE, la experiencia piloto a finales de verano de 2023.
Durante tres días, artistas y compositores convivieron y trabajaron juntos con el objetivo de crear nuevas piezas musicales, estableciendo sesiones participativas entre el artista, los productores y un equipo de producción. Esta iniciativa tuvo como meta estimular la creatividad y fomentar la colaboración entre músicos, con la intención de descubrir composiciones que no solo emocionasen, sino que también cautivasen al público, así como crear canciones específicas para el Benidorm Fest y, potencialmente, para Eurovisión. Los compositores y productores fueron seleccionados en función de los artistas que había dispuestos a participar en el festival y con potencial para competir en Eurovisión, buscando representar a todos los géneros, desde baladas y pop hasta el nuevo pop y propuestas más urbanas.
El objetivo a medio plazo de RTVE con este campamento de composición es que sea una cantera de canciones, convirtiéndolo en un semillero de artistas emergentes buscando ser un lugar de descubrimiento y desarrollo de las futuras promesas del panorama musical español y latinoamericano. De hecho, se plantea modificar su sistema en futuras ediciones e incluso la posibilidad de abrirlo al público general para fomentar la colaboración entre artistas y la industria musical.
De esta experiencia piloto surgió la canción Prisionero con la que Quique Niza participaría posteriormente en la tercera edición del festival.

## Mecánica
La competición consiste en dos semifinales y una final. En total compiten 16 canciones aspirantes divididas entre las dos semifinales, es decir, participan 8 en cada una. En cada semifinal, las cuatro canciones más votadas entre el jurado profesional nacional (25 %) e internacional (25 %), el panel demoscópico (25 %) y el televoto (25 %), pasan directamente a la final. En dicha final, las ocho canciones clasificadas vuelven a ser interpretadas para determinar cuál será la representante de España en el Festival de la Canción de Eurovisión 2024, siguiendo el mismo sistema de votación que en las galas anteriores.

## Presentadores y jurado

### Presentadores titulares
| Presentador  | Profesión                                             |
| ------------ | ----------------------------------------------------- |
| Ruth Lorenzo | Cantante y representante de España en Eurovisión 2014 |
| Marc Calderó | Periodista y presentador                              |
| Ana Prada    | Periodista y reportera                                |

### Presentadores de espacios derivados

#### Benidorm Fest: Los elegidos
| Presentadora     | Profesión                                         | Información |
| ---------------- | ------------------------------------------------- | --- |
| María Eizaguirre | Directora de Comunicación y Participación de RTVE | Evento de presentación de los nombres de los 16 participantes del festival el 11 de noviembre desde el Teatro Alameda de Sevilla y a través de RTVE Play |
| María Eizaguirre | Directora de Comunicación y Participación de RTVE | Evento de presentación de las 16 canciones a concurso el 14 de diciembre desde Prado del Rey y a través de RTVE Play                                     |

#### Benidorm calling
| Presentador  | Profesión                | Información |
| ------------ | ------------------------ | --- |
| Inés Hernand | Presentadora y humorista | Magacín a través de RTVE Play que analiza la actualidad del Benidorm Fest en forma de access antes de las semifinales y la final y durante la alfombra del festival el 28 de enero |
| Jordi Cruz   | Presentador              | Magacín a través de RTVE Play que analiza la actualidad del Benidorm Fest en forma de access antes de las semifinales y la final y durante la alfombra del festival el 28 de enero |

#### La noche del Benidorm Fest
| Presentador   | Profesión                | Información                                                                         |
| ------------- | ------------------------ | ----------------------------------------------------------------------------------- |
| Aitor Albizua | Periodista y presentador | Posts dedicados al Benidorm Fest después de las semifinales y la final del festival |
| Inés Hernand  | Presentadora y humorista | Posts dedicados al Benidorm Fest después de las semifinales y la final del festival |

### Jurado
Para la edición de 2024, 8 profesionales de la música vuelven a componer el jurado experto para el festival. De los elegidos, el 50% del peso recae en el voto internacional (4/8), mientras que el 50% restante hace lo propio en el ámbito nacional (4/8), siendo dos de estos miembros de la comunidad hispanoamericana (25%).
| Jurado                    | Profesión |
| ------------------------- | --- |
| Beatriz Luengo (portavoz) | Cantante, compositora, actriz y bailarina |
| Carlos Baute              | Cantante y compositor |
| Guille Milkyway           | Cantante, DJ, compositor y productor musical |
| Ángela Carrasco           | Cantautora, actriz y profesora de canto |
| Lee Smithurst             | Jefe de la Delegación británica en Eurovisión y productor ejecutivo del Festival de Eurovisión 2023                                                                                 |
| David Tserunyan           | Jefe de la Delegación armenia en Eurovisión, exmiembro del grupo de referencia de Eurovisión y productor ejecutivo de Eurovisión Junior 2022                                        |
| Marta Piekarska           | Jefa de la Delegación polaca en Eurovisión, productora ejecutiva de Eurovisión Junior 2019 y 2020 y expresidenta del Grupo Directivo de Eurovisión Junior.                          |
| Nicoline Refsing          | Escenógrafa danesa especializada en el diseño y dirección creativa de programas de televisión, giras y actuaciones artísticas y directora artística del Festival de Eurovisión 2014 |

## Selección de participantes
Entre el 16 de mayo y el 10 de octubre de 2023 RTVE mantuvo abierto el proceso de presentación de candidaturas para el Benidorm Fest 2024. Como en ediciones anteriores, el ente público envió también invitaciones directas de participación a intérpretes y autores de prestigio para presentar sus propuestas al proceso de selección.
El 11 de octubre se dio a conocer que se habían recibido un total de 825 propuestas por el formulario habilitado, todas ellas con intérprete asignado (en la anterior edición más de 300 canciones se enviaron sin intérprete), y de perfiles tanto consagrados como emergentes. De hecho, 23 de los temas registrados fueron resultado del proyecto piloto del campamento de canciones llevado a cabo por RTVE, un encuentro entre compositores españoles e internacionales con el objetivo de enriquecer la selección del festival. A diferencia de convocatorias anteriores, no se hizo público el dato de propuestas que habían llegado por vía directa de discográficas y sellos editoriales.
Con un mayor número de estilos musicales recibidos hay varias propuestas de reguetón, trap, música urbana y electrónica, géneros que no predominaban en los años anteriores. Además, ha habido un aumento en el número de propuestas en lenguas cooficiales.
La selección de las 16 candidaturas aspirantes a ganar el Micrófono de Bronce (y las seis suplentes) la llevaría a cabo un comité de expertos integrado por diez personas relacionadas con RTVE, Eurovisión y la industria musical: los tres asesores musicales del festival Pablo Cebrián, Tony Sánchez-Ohlsson y David Martínez «Rayden», el comentarista de Eurovisión en RTVE Tony Aguilar, la coreógrafa Miryam Benedited, el director de Contenidos Generales de RTVE José Pablo López, la directora de Comunicación y Participación de RTVE María Eizaguirre, la periodista musical en Radio 3 Virginia Díaz y los propios directores del certamen musical César Vallejo y Ana María Bordas, también jefa de la delegación española de Eurovisión y vicepresidenta del Comité de TV de la Unión Europea de Radiodifusión.

### Presentación de candidaturas
En el marco de los Latin Grammy, que se celebrarían pocos días después en la capital hispalense, el 11 de noviembre Televisión Española presentó en el Teatro Alameda de Sevilla a los 16 artistas seleccionados para participar en la tercera edición del Benidorm Fest.
El evento, presentado por la directora de Comunicación y Participación de RTVE María Eizaguirre y que pudo seguirse además a través de la plataforma RTVE Play desde las 18:30 horas, contó con la actuación de la ganadora de la anterior edición, Blanca Paloma, junto a José Pablo Polo a la guitarra, presentando su nuevo sencillo «Ay amor», así como con las de otros participantes de la primera y la segunda edición del festival como Alice Wonder con «Yo quisiera», Sharonne con «Aire», Karmento con «Quiero y duelo», Gonzalo Hermida con un medley de «La Ciudad Intermitente», «La Promesa» y «Quién lo diría», Alfred García con «Els teus ulls», Megara con «Arcadia», Tanxugueiras con «Desidia», Agoney con un medley de «Quiero arder» e «Intacto» y Vicco con «Nochentera».[cita requerida]
Se confirmó que las canciones participantes serían publicadas el 14 de diciembre.
El 9 de diciembre se filtraron por error 13 de las 16 canciones a concurso, emprendiendo RTVE acciones legales.

## Participantes
| Artista/s      | Canción                             | Idioma                    | Compositores | Escenografía                            |
| -------------- | ----------------------------------- | ------------------------- | --- | --------------------------------------- |
| Almácor        | «Brillos platino»                   | Español                   | Alejandro Capdevilla Pérez · Arturo Almarcha Corella                                                                     | Mario Crea                              |
| Angy Fernández | «Sé quién soy»                      | Español                   | Ángela María Fernández González · Dino Medanhodzic · Henrik Lundberg · Thomas G:son                                      | David Mínguez                           |
| Dellacruz      | «Beso en la mañana»                 | Español                   | Carlos Almazán Fuentes · Jorge de la Cruz Correa                                                                         | Juan Sebastián Domínguez e Israel Reyes |
| Jorge González | «Caliente»                          | Español e inglés          | Adrián Ghiardo · David Parejo Martín · Jorge González González · Manuel Brea Calvo                                       | David Pizarro y Rober del Campo         |
| Lérica         | «Astronauta»                        | Español                   | Antonio Mateo Chamorro · David Cuello · Eduardo Ruiz Sánchez · José Alfonso Cano Carrilero · Juan Carlos Arauzo Olivares |                                         |
| Mantra         | «Me vas a ver»                      | Español                   | Carlos Marco · Carlos Hugo Weinberg · Jonathan Burt · Natalia Neva · Paula Pérez Rubio                                   |                                         |
| María Peláe    | «Remitente»                         | Español                   | Alba Reig Gilabert · María Peláez Sánchez                                                                                | María Peláe                             |
| Marlena        | «Amor de verano»                    | Español e inglés          | Ana Legazpi González · Carolina Moyano García · Joan Valls Paniza · Rubén Pérez Pérez                                    | Javier Pageo                            |
| Miss Caffeina  | «Bla bla bla»                       | Español                   | Alberto Jiménez Rodríguez · Antonio Poza Fernández · Sergio Sastre Sanz                                                  |                                         |
| Nebulossa      | «Zorra»                             | Español                   | María Bas · Mark Dasousa                                                                                                 | Juan Sebastián Domínguez e Israel Reyes |
| Noan           | «Te echo de –»                      | Español                   | Íñigo Samaniego · Juan Ewan · Pepe Bernabé                                                                               |                                         |
| Quique Niza    | «Prisionero»                        | Español                   | Kenji Domínguez Kato · José Ricardo Cortes Salcedo · Juan José Martín Martín · Óscar Cadena · Quique González            | Juan Sebastián Domínguez e Israel Reyes |
| Roger Padrós   | «El temps»                          | Catalán                   | Joel Condal Llorens · Roger Padrós de la Torre                                                                           | Irene Garrido                           |
| Sofia Coll     | «Here to Stay»                      | Español, inglés y catalán | Juan Manuel Pinzas Sueiro · Mauro Canut Guillén · Ignacio Canut Guillén · Sofia Coll i Benito                            |                                         |
| St. Pedro      | «Dos extraños (cuarteto de cuerda)» | Español                   | Ioné de la Cruz · Nelson Hernández · Pedro Hernández Herrera                                                             |                                         |
| Yoly Saa       | «No se me olvida»                   | Español                   | Emilio Maestre Rico · Yolanda Saa Filgueira                                                                              |                                         |

     Finalistas
     Ganador/a
     Segundo/a
     Tercero/a

## Invitados
| Gala          | Invitado(s)                                          | Información                                                    | Canción / actuación              |
| ------------- | ---------------------------------------------------- | -------------------------------------------------------------- | -------------------------------- |
| Semifinal 1   | Beret                                                | Cantante                                                       | «Superhéroes»                    |
| Semifinal 1   | Mr. Rain                                             | Cantante y productor                                           | «Superhéroes»                    |
| Semifinal 1   | Abraham Mateo                                        | Cantante                                                       | «tequiero», junto a Vicco        |
| Semifinal 1   | Vicco                                                | Cantante, tercera clasificada del Benidorm Fest 2023           | «Nochentera»                     |
| Semifinal 2   | Íñigo Quintero                                       | Cantante                                                       | «Si no estás»                    |
| Semifinal 2   | Sergio Dalma                                         | Cantante, representante de España en Eurovisión 1991           | «Sonríe porque estás en la foto» |
| Final         |                                                      |                                                                |                                  |
| Ruth Lorenzo  | Cantante, representante de España en Eurovisión 2014 | «Dancing in the Rain» (versión de ella misma, Eurovisión 2014) |                                  |
| Abraham Mateo | Cantante                                             | Medley de «Falsos recuerdos» y «Clavaito»                      |                                  |
| Camela        | Grupo musical                                        | «Lágrimas de amor»                                             |                                  |

## Festival

### Semifinales

#### 1.ª semifinal
La primera semifinal se celebró el 30 de enero de 2024 a las 22:50. En ella, ocho participantes se jugaron las cuatro plazas para la gran final del festival.
| 1.ª Semifinal – 30 de enero de 2024 | 1.ª Semifinal – 30 de enero de 2024 | 1.ª Semifinal – 30 de enero de 2024 | 1.ª Semifinal – 30 de enero de 2024 | 1.ª Semifinal – 30 de enero de 2024 | 1.ª Semifinal – 30 de enero de 2024 | 1.ª Semifinal – 30 de enero de 2024 | 1.ª Semifinal – 30 de enero de 2024 | 1.ª Semifinal – 30 de enero de 2024 | 1.ª Semifinal – 30 de enero de 2024 | 1.ª Semifinal – 30 de enero de 2024 | 1.ª Semifinal – 30 de enero de 2024 | 1.ª Semifinal – 30 de enero de 2024 |
| Orden                               | Artista(s)                          | Canción                             | Jurado (50 %)                       | Jurado (50 %)                       | Público (50 %)                      | Público (50 %)                      | Público (50 %)                      | Público (50 %)                      | Público (50 %)                      | Público (50 %)                      | Puntuación total                    | Posición final                      |
| Orden                               | Artista(s)                          | Canción                             | Puntuación                          | Posición                            | Panel demoscópico (25 %)            | Posición del panel                  | Televoto (25 %)                     | Posición del televoto               | Puntuación de ambos segmentos       | Posición del público                | Puntuación total                    | Posición final                      |
| ----------------------------------- | ----------------------------------- | ----------------------------------- | ----------------------------------- | ----------------------------------- | ----------------------------------- | ----------------------------------- | ----------------------------------- | ----------------------------------- | ----------------------------------- | ----------------------------------- | ----------------------------------- | ----------------------------------- |
| 01                                  | Lérica                              | «Astronauta»                        | 40                                  | 7.ª                                 | 22                                  | 6.ª                                 | 20                                  | 7.ª                                 | 42                                  | 6.ª                                 | 82                                  | 7.ª                                 |
| 02                                  | Noan                                | «Te echo de –»                      | 46                                  | 5.ª                                 | 28                                  | 4.ª                                 | 22                                  | 6.ª                                 | 50                                  | 5.ª                                 | 96                                  | 6.ª                                 |
| 03                                  | Sofia Coll                          | «Here to Stay»                      | 58                                  | 4.ª                                 | 30                                  | 3.ª                                 | 28                                  | 4.ª                                 | 58                                  | 4.ª                                 | 116                                 | 3.ª                                 |
| 04                                  | Mantra                              | «Me vas a ver»                      | 33                                  | 8.ª                                 | 25                                  | 5.ª                                 | 40                                  | 1.ª                                 | 65                                  | 3.ª                                 | 98                                  | 5.ª                                 |
| 05                                  | Miss Caffeina                       | «Bla bla bla»                       | 64                                  | 2.ª                                 | 16                                  | 8.ª                                 | 25                                  | 5.ª                                 | 41                                  | 7.ª                                 | 105                                 | 4.ª                                 |
| 06                                  | Quique Niza                         | «Prisionero»                        | 45                                  | 6.ª                                 | 20                                  | 7.ª                                 | 16                                  | 8.ª                                 | 36                                  | 8.ª                                 | 81                                  | 8.ª                                 |
| 07                                  | Angy Fernández                      | «Sé quién soy»                      | 62                                  | 3.ª                                 | 40                                  | 1.ª                                 | 35                                  | 2.ª                                 | 75                                  | 1.ª                                 | 137                                 | 2.ª                                 |
| 08                                  | Nebulossa                           | «Zorra»                             | 84                                  | 1.ª                                 | 35                                  | 2.ª                                 | 30                                  | 3.ª                                 | 65                                  | 2.ª                                 | 149                                 | 1.ª                                 |

     Finalistas

#### 2.ª semifinal
La segunda semifinal se celebró el 1 de febrero de 2024 a las 22:50. En ella, ocho participantes se jugaron las cuatro plazas para la gran final del festival.
| 2.ª Semifinal – 1 de febrero de 2024 | 2.ª Semifinal – 1 de febrero de 2024 | 2.ª Semifinal – 1 de febrero de 2024 | 2.ª Semifinal – 1 de febrero de 2024 | 2.ª Semifinal – 1 de febrero de 2024 | 2.ª Semifinal – 1 de febrero de 2024 | 2.ª Semifinal – 1 de febrero de 2024 | 2.ª Semifinal – 1 de febrero de 2024 | 2.ª Semifinal – 1 de febrero de 2024 | 2.ª Semifinal – 1 de febrero de 2024 | 2.ª Semifinal – 1 de febrero de 2024 | 2.ª Semifinal – 1 de febrero de 2024 | 2.ª Semifinal – 1 de febrero de 2024 |
| Orden                                | Artista(s)                           | Canción                              | Jurado (50 %)                        | Jurado (50 %)                        | Público (50 %)                       | Público (50 %)                       | Público (50 %)                       | Público (50 %)                       | Público (50 %)                       | Público (50 %)                       | Puntuación total                     | Posición final                       |
| Orden                                | Artista(s)                           | Canción                              | Puntuación                           | Posición                             | Panel demoscópico (25 %)             | Posición del panel                   | Televoto (25 %)                      | Posición del televoto                | Puntuación de ambos segmentos        | Posición del público                 | Puntuación total                     | Posición final                       |
| ------------------------------------ | ------------------------------------ | ------------------------------------ | ------------------------------------ | ------------------------------------ | ------------------------------------ | ------------------------------------ | ------------------------------------ | ------------------------------------ | ------------------------------------ | ------------------------------------ | ------------------------------------ | ------------------------------------ |
| 01                                   | María Peláe                          | «Remitente»                          | 71                                   | 2.ª                                  | 30                                   | 3.ª                                  | 30                                   | 3.ª                                  | 60                                   | 3.ª                                  | 131                                  | 2.ª                                  |
| 02                                   | Dellacruz                            | «Beso en la mañana»                  | 22                                   | 8.ª                                  | 16                                   | 8.ª                                  | 16                                   | 8.ª                                  | 32                                   | 8.ª                                  | 54                                   | 8.ª                                  |
| 03                                   | Marlena                              | «Amor de verano»                     | 48                                   | 5.ª                                  | 28                                   | 4.ª                                  | 20                                   | 7.ª                                  | 48                                   | 5.ª                                  | 96                                   | 6.ª                                  |
| 04                                   | St. Pedro                            | «Dos extraños (cuarteto de cuerda)»  | 94                                   | 1.ª                                  | 35                                   | 2.ª                                  | 35                                   | 2.ª                                  | 70                                   | 2.ª                                  | 164                                  | 1.ª                                  |
| 05                                   | Jorge González                       | «Caliente»                           | 42                                   | 6.ª                                  | 40                                   | 1.ª                                  | 40                                   | 1.ª                                  | 80                                   | 1.ª                                  | 122                                  | 3.ª                                  |
| 06                                   | Yoly Saa                             | «No se me olvida»                    | 35                                   | 7.ª                                  | 22                                   | 6.ª                                  | 22                                   | 6.ª                                  | 44                                   | 7.ª                                  | 79                                   | 7.ª                                  |
| 07                                   | Roger Padrós                         | «El temps»                           | 55                                   | 4.ª                                  | 20                                   | 7.ª                                  | 28                                   | 4.ª                                  | 48                                   | 5.ª                                  | 103                                  | 5.ª                                  |
| 08                                   | Almácor                              | «Brillos platino»                    | 65                                   | 3.ª                                  | 25                                   | 5.ª                                  | 25                                   | 5.ª                                  | 50                                   | 4.ª                                  | 115                                  | 4.ª                                  |

     Finalistas

### Final
La gran final se celebró el 3 de febrero de 2024 a las 22:00. En ella, los cuatro participantes clasificados de cada semifinal se disputaron la plaza para representar a España en Eurovisión 2024 y llevarse el micrófono de bronce en el Benidorm Fest 2024.
| Final - 3 de febrero de 2024 | Final - 3 de febrero de 2024 | Final - 3 de febrero de 2024        | Final - 3 de febrero de 2024 | Final - 3 de febrero de 2024 | Final - 3 de febrero de 2024 | Final - 3 de febrero de 2024 | Final - 3 de febrero de 2024 | Final - 3 de febrero de 2024 | Final - 3 de febrero de 2024 | Final - 3 de febrero de 2024  | Final - 3 de febrero de 2024 | Final - 3 de febrero de 2024 | Final - 3 de febrero de 2024 |
| Orden                        | Artista(s)                   | Canción                             | Jurado (50 %)                | Jurado (50 %)                | Público (50 %)               | Público (50 %)               | Público (50 %)               | Público (50 %)               | Público (50 %)               | Público (50 %)                | Público (50 %)               | Puntuación total             | Posición final               |
| Orden                        | Artista(s)                   | Canción                             | Puntuación                   | Posición                     | Panel demoscópico (25 %)     | Posición del panel           | Televoto (25 %)              | Porcentaje del televoto      | Posición del televoto        | Puntuación de ambos segmentos | Posición del público         | Puntuación total             | Posición final               |
| ---------------------------- | ---------------------------- | ----------------------------------- | ---------------------------- | ---------------------------- | ---------------------------- | ---------------------------- | ---------------------------- | ---------------------------- | ---------------------------- | ----------------------------- | ---------------------------- | ---------------------------- | ---------------------------- |
| 01                           | María Peláe                  | «Remitente»                         | 41                           | 6.ª                          | 25                           | 5.ª                          | 20                           | 6,28%                        | 7.ª                          | 45                            | 6.ª                          | 86                           | 6.ª                          |
| 02                           | St. Pedro                    | «Dos extraños (cuarteto de cuerda)» | 86                           | 1.ª                          | 28                           | 4.ª                          | 25                           | 14,43%                       | 5.ª                          | 53                            | 4.ª                          | 139                          | 2.ª                          |
| 03                           | Angy Fernández               | «Sé quién soy»                      | 63                           | 3.ª                          | 35                           | 2.ª                          | 30                           | 15,01%                       | 3.ª                          | 65                            | 3.ª                          | 128                          | 3.ª                          |
| 04                           | Jorge González               | «Caliente»                          | 49                           | 5.ª                          | 40                           | 1.ª                          | 35                           | 17,30%                       | 2.ª                          | 75                            | 1.ª                          | 124                          | 4.ª                          |
| 05                           | Nebulossa                    | «Zorra»                             | 86                           | 1.ª                          | 30                           | 3.ª                          | 40                           | 17,31%                       | 1.ª                          | 70                            | 2.ª                          | 156                          | 1.ª                          |
| 06                           | Sofia Coll                   | «Here to Stay»                      | 29                           | 7.ª                          | 22                           | 6.ª                          | 22                           | 10,86%                       | 6.ª                          | 44                            | 7.ª                          | 73                           | 7.ª                          |
| 07                           | Miss Caffeina                | «Bla bla bla»                       | 27                           | 8.ª                          | 16                           | 8.ª                          | 16                           | 4,23%                        | 8.ª                          | 32                            | 8.ª                          | 59                           | 8.ª                          |
| 08                           | Almácor                      | «Brillos platino»                   | 51                           | 4.ª                          | 20                           | 7.ª                          | 28                           | 14,59%                       | 4.ª                          | 48                            | 5.ª                          | 99                           | 5.ª                          |

     Ganador/a
     Segundo puesto
     Tercer puesto
| Voto detallado del jurado experto | Voto detallado del jurado experto   | Voto detallado del jurado experto | Voto detallado del jurado experto | Voto detallado del jurado experto | Voto detallado del jurado experto | Voto detallado del jurado experto | Voto detallado del jurado experto | Voto detallado del jurado experto | Voto detallado del jurado experto | Voto detallado del jurado experto |
| Orden                             | Canción                             | Jurado 1                          | Jurado 2                          | Jurado 3                          | Jurado 4                          | Jurado 5                          | Jurado 6                          | Jurado 7                          | Jurado 8                          | Total                             |
| --------------------------------- | ----------------------------------- | --------------------------------- | --------------------------------- | --------------------------------- | --------------------------------- | --------------------------------- | --------------------------------- | --------------------------------- | --------------------------------- | --------------------------------- |
| 1                                 | «Remitente»                         | 6                                 | 4                                 | 5                                 | 5                                 | 6                                 | 4                                 | 5                                 | 6                                 | 41                                |
| 2                                 | «Dos extraños (cuarteto de cuerda)» | 12                                | 10                                | 12                                | 10                                | 12                                | 12                                | 10                                | 8                                 | 86                                |
| 3                                 | «Sé quién soy»                      | 10                                | 6                                 | 8                                 | 6                                 | 7                                 | 8                                 | 8                                 | 10                                | 63                                |
| 4                                 | «Caliente»                          | 7                                 | 7                                 | 7                                 | 8                                 | 2                                 | 7                                 | 6                                 | 5                                 | 49                                |
| 5                                 | «Zorra»                             | 8                                 | 12                                | 10                                | 12                                | 10                                | 10                                | 12                                | 12                                | 86                                |
| 6                                 | «Here to Stay»                      | 5                                 | 5                                 | 2                                 | 4                                 | 4                                 | 5                                 | 2                                 | 2                                 | 29                                |
| 7                                 | «Bla bla bla»                       | 4                                 | 2                                 | 4                                 | 2                                 | 5                                 | 2                                 | 4                                 | 4                                 | 27                                |
| 8                                 | «Brillos platino»                   | 2                                 | 8                                 | 6                                 | 7                                 | 8                                 | 6                                 | 7                                 | 7                                 | 51                                |

## Audiencias
| Gala        | Fecha                | Hora  | Espectadores | Cuota |
| ----------- | -------------------- | ----- | ------------ | ----- |
| Semifinal 1 | 30 de enero de 2024  | 22:50 | 1 005 000    | 10,8% |
| Semifinal 2 | 1 de febrero de 2024 | 22:50 | 1 039 000    | 10,5% |
| Final       | 3 de febrero de 2024 | 22:00 | 1 977 000    | 16,6% |

### Especiales
| Gala                             | Fecha                | Hora  | Espectadores | Cuota |
| -------------------------------- | -------------------- | ----- | ------------ | ----- |
| La noche del Benidorm Fest (I)   | 31 de enero de 2023  | 00:45 | 303 000      | 7,0%  |
| La noche del Benidorm Fest (II)  | 2 de febrero de 2023 | 00:45 | 287 000      | 6,2%  |
| La noche del Benidorm Fest (III) | 4 de febrero de 2023 | 00:15 | 809 000      | 10,8% |

     Líder de la noche.
     Récord de audiencia.

## Palmarés
| Gala                                  | Fecha                | Presentadores                       | Canal de emisión | Ganador   | Subcampeón     | 3.er clasificado |
| ------------------------------------- | -------------------- | ----------------------------------- | ---------------- | --------- | -------------- | ---------------- |
| Benidorm Fest 2024: Primera semifinal | 30 de enero de 2024  | Ruth Lorenzo Marc Calderó Ana Prada | La 1             | Nebulossa | Angy Fernández | Sofia Coll       |
| Benidorm Fest 2024: Segunda semifinal | 1 de febrero de 2024 | Ruth Lorenzo Marc Calderó Ana Prada | La 1             | St. Pedro | María Peláe    | Jorge González   |
| Benidorm Fest 2024: Final             | 3 de febrero de 2024 | Ruth Lorenzo Marc Calderó Ana Prada | La 1             | Nebulossa | St. Pedro      | Angy Fernández   |

## Posicionamiento en listas
| Fecha de lanzamiento    | Sencillo | Discográfica  | Posición en lista | Certificación | Artista   |
| Fecha de lanzamiento    | Sencillo | Discográfica  | España            | España        | Artista   |
| ----------------------- | -------- | ------------- | ----------------- | ------------- | --------- |
| 19 de diciembre de 2023 | «Zorra»  | Atomic Record | 5                 | 1×            | Nebulossa |